# قلعه غنج
قلعه غنج (بالفارسية: قلعه‌گنج) هي مدينة تقع في الجزء الأوسط من مقاطعة قلعه غنج، محافظة كرمان، إيران. يقدر عدد سكانها بـ 11,560 نسمة .